# Private Talks
|  | Denne artikel er oprettet af botten PalnaBot ud fra en ekstern database. Den kan derfor have sproglige fejl eller mangler. Denne skabelon kan fjernes efter kontrol af indholdet. |

Private Talks er en kortfilm fra 2004 instrueret af Nicolas Russell Bennetzen efter manuskript af Nicolas Russell Bennetzen.

## Handling
En fars sidste farvel til sin datter.